# Campeonato Mundial de Atletismo em Pista Coberta de 2018 - 60 m com barreiras feminino
A prova dos 60 metros com barreiras feminino do Campeonato Mundial de Atletismo em Pista Coberta de 2018 ocorreu entre os dias 2 e 3 de março na Arena Birmingham, em Birmingham, no Reino Unido. 

## Recordes
Antes desta competição, os recordes mundiais e do campeonato nesta prova eram os seguintes:
|                       | Nome           | Nacionalidade  | Tempo | Local     | Data                    |
| --------------------- | -------------- | -------------- | ----- | --------- | ----------------------- |
| Recorde mundial       | Susanna Kallur | Suécia         | 7s 68 | Karlsruhe | 10 de fevereiro de 2008 |
| Recorde do campeonato | Lolo Jones     | Estados Unidos | 7s 72 | Doha      | 13 de março de 2010     |

Os seguintes recordes foram estabelecidos durante esta competição:
| Data       | Evento | Atleta          | Nacionalidade  | Tempo | Notas                 |
| ---------- | ------ | --------------- | -------------- | ----- | --------------------- |
| 3 de março | Final  | Kendra Harrison | Estados Unidos | 7s 70 | Recorde do campeonato |

## Medalhistas
| Ouro                  | Prata                   | Bronze              |
| Kendra Harrison (USA) | Christina Manning (USA) | Nadine Visser (NED) |

## Cronograma
Todos os horários são locais (UTC+0).
| Data       | Hora  | Evento    |
| ---------- | ----- | --------- |
| 2 de março | 18:05 | Bateria   |
| 3 de março | 18:05 | Semifinal |
| 3 de março | 20:55 | Final     |

## Resultados

### Bateria
Qualificação: 4 atletas de cada bateria (Q) mais os 4 melhores qualificados (q).  
| Posição | Bateria | Raia | Atleta               | Nacionalidade   | Tempo | Notas                |
| ------- | ------- | ---- | -------------------- | --------------- | ----- | -------------------- |
| 1       | 4       | 4    | Kendra Harrison      | Estados Unidos  | 7.77  | Q                    |
| 2       | 2       | 8    | Isabelle Pedersen    | Noruega         | 7.93  | Q,                   |
| 3       | 3       | 8    | Devynne Charlton     | Bahamas         | 7.95  | Q,                   |
| 4       | 5       | 6    | Oluwatobiloba Amusan | Nigéria         | 7.95  | Q                    |
| 5       | 5       | 5    | Sally Pearson        | Austrália       | 7.96  | Q,                   |
| 6       | 2       | 4    | Christina Manning    | Estados Unidos  | 7.96  | Q                    |
| 7       | 1       | 8    | Sharika Nelvis       | Estados Unidos  | 7.97  | Q                    |
| 8       | 3       | 3    | Cindy Roleder        | Alemanha        | 7.97  | Q                    |
| 9       | 3       | 5    | Nadine Visser        | Países Baixos   | 8.01  | Q                    |
| 10      | 1       | 5    | Stephanie Bendrat    | Áustria         | 8.06  | Q                    |
| 11      | 3       | 7    | Elvira Herman        | Bielorrússia    | 8.07  | Q                    |
| 12      | 5       | 4    | Alina Talay          | Bielorrússia    | 8.11  | Q                    |
| 13      | 4       | 6    | Hanna Plotitsyna     | Ucrânia         | 8.11  | Q                    |
| 14      | 1       | 7    | Nooralotta Neziri    | Finlândia       | 8.13  | Q                    |
| 15      | 2       | 7    | Andrea Ivančević     | Croácia         | 8.15  | Q                    |
| 16      | 4       | 3    | Luca Kozák           | Hungria         | 8.16  | Q                    |
| 17      | 5       | 3    | Karolina Kołeczek    | Polónia         | 8.16  | Q,                   |
| 18      | 1       | 2    | Eefje Boons          | Países Baixos   | 8.16  | Q                    |
| 19      | 5       | 8    | Ivana Lončarek       | Croácia         | 8.16  | q                    |
| 20      | 4       | 7    | Lindsay Lindley      | Nigéria         | 8.17  | Q                    |
| 21      | 3       | 4    | Michelle Jenneke     | Austrália       | 8.20  | q,                   |
| 22      | 4       | 2    | Reetta Hurske        | Finlândia       | 8.20  | q                    |
| 23      | 2       | 2    | Eline Berings        | Bélgica         | 8.20  | Q                    |
| 24      | 5       | 7    | Gréta Kerekes        | Hungria         | 8.20  | q                    |
| 25      | 4       | 8    | Angela Whyte         | Canadá          | 8.21  | Recorde da temporada |
| 26      | 3       | 1    | Marilyn Nwawulor     | Grã-Bretanha    | 8.22  |                      |
| 27      | 2       | 5    | Beate Schrott        | Áustria         | 8.27  |                      |
| 28      | 1       | 6    | Veronica Borsi       | Itália          | 8.27  |                      |
| 29      | 2       | 6    | Megan Marrs          | Grã-Bretanha    | 8.28  |                      |
| 30      | 3       | 2    | Anamaria Nesteriuc   | Roménia         | 8.32  |                      |
| 31      | 5       | 2    | Ricarda Lobe         | Alemanha        | 8.33  |                      |
| 32      | 1       | 3    | Andrea Vargas        | Costa Rica      | 8.34  |                      |
| 33      | 2       | 3    | Elisa Di Lazzaro     | Itália          | 8.35  |                      |
| 34      | 3       | 6    | Elin Westerlund      | Suécia          | 8.36  |                      |
| 35      | 4       | 5    | Karel Elodie Ziketh  | Costa do Marfim | 8.43  |                      |
| 36      | 5       | 1    | Mulern Jean          | Haiti           | 8.51  | Recorde da temporada |
| 37      | 1       | 4    | Elisavet Pesiridou   | Grécia          | DNF   |                      |

### Semifinal
Qualificação: classificaram-se os 2 melhores de cada bateria (Q) mais os 2 melhores qualificados (q). 
| Posição | Bateria | Raia | Atleta               | Nacionalidade  | Tempo | Notas                |
| ------- | ------- | ---- | -------------------- | -------------- | ----- | -------------------- |
| 1       | 2       | 4    | Kendra Harrison      | Estados Unidos | 7.79  | Q                    |
| 2       | 1       | 6    | Christina Manning    | Estados Unidos | 7.83  | Q                    |
| 3       | 3       | 6    | Nadine Visser        | Países Baixos  | 7.83  | Q,                   |
| 4       | 2       | 6    | Cindy Roleder        | Alemanha       | 7.86  | Q                    |
| 5       | 3       | 3    | Sharika Nelvis       | Estados Unidos | 7.86  | Q                    |
| 6       | 3       | 4    | Isabelle Pedersen    | Noruega        | 7.86  | q,                   |
| 7       | 1       | 4    | Devynne Charlton     | Bahamas        | 7.89  | Q,                   |
| 8       | 1       | 5    | Oluwatobiloba Amusan | Nigéria        | 7.91  | q                    |
| 9       | 2       | 5    | Sally Pearson        | Austrália      | 7.92  | Recorde da temporada |
| 10      | 1       | 7    | Elvira Herman        | Bielorrússia   | 8.06  |                      |
| 11      | 2       | 3    | Alina Talay          | Bielorrússia   | 8.07  |                      |
| 12      | 3       | 8    | Andrea Ivančević     | Croácia        | 8.07  | Recorde da temporada |
| 13      | 2       | 1    | Lindsay Lindley      | Nigéria        | 8.08  |                      |
| 14      | 1       | 3    | Hanna Plotitsyna     | Ucrânia        | 8.09  |                      |
| 15      | 3       | 5    | Stephanie Bendrat    | Áustria        | 8.10  |                      |
| 16      | 3       | 1    | Eline Berings        | Bélgica        | 8.14  |                      |
| 17      | 2       | 2    | Gréta Kerekes        | Hungria        | 8.17  |                      |
| 18      | 2       | 8    | Nooralotta Neziri    | Finlândia      | 8.20  |                      |
| 19      | 3       | 2    | Reetta Hurske        | Finlândia      | 8.20  |                      |
| 20      | 1       | 1    | Ivana Lončarek       | Croácia        | 8.21  |                      |
| 21      | 3       | 7    | Karolina Kołeczek    | Polónia        | 8.21  |                      |
| 22      | 1       | 2    | Michelle Jenneke     | Austrália      | 8.22  |                      |
| 23      | 1       | 8    | Luca Kozák           | Hungria        | 8.24  |                      |
| 24      | 2       | 7    | Eefje Boons          | Países Baixos  | 8.24  |                      |

### Final

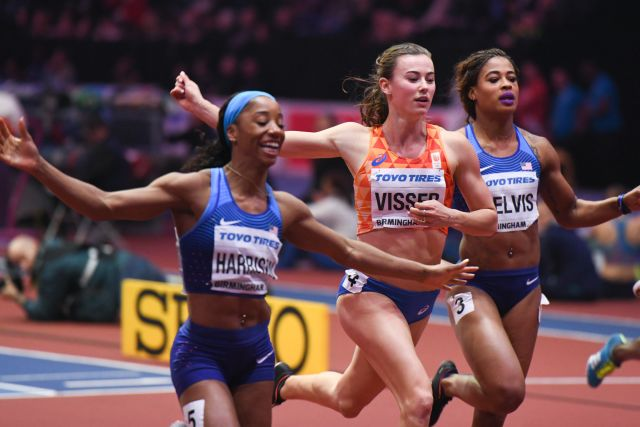
O final da corrida

A final ocorreu dia 3 de março às 20:55 
| Posição           | Raia | Atleta               | Nacionalidade  | Tempo | Notas                 |
| ----------------- | ---- | -------------------- | -------------- | ----- | --------------------- |
| Medalha de ouro   | 5    | Kendra Harrison      | Estados Unidos | 7.70  | Recorde do campeonato |
| Medalha de prata  | 6    | Christina Manning    | Estados Unidos | 7.79  |                       |
| Medalha de bronze | 4    | Nadine Visser        | Países Baixos  | 7.84  |                       |
| 4                 | 3    | Sharika Nelvis       | Estados Unidos | 7.86  |                       |
| 5                 | 7    | Cindy Roleder        | Alemanha       | 7.87  |                       |
| 6                 | 2    | Isabelle Pedersen    | Noruega        | 7.94  |                       |
| 7                 | 1    | Oluwatobiloba Amusan | Nigéria        | 8.05  |                       |
| 8                 | 8    | Devynne Charlton     | Bahamas        | 8.18  |                       |

Legenda
| Recorde mundial       | Recorde mundial (World record)               |                       | Recorde africano                      | Recorde africano (African) |                                           | Q | Classificado por posição (Qualified) |
| Recorde do campeonato | Recorde do campeonato (Championship record)  | Recorde da América    | Recorde da América (Americas)         | q                          | Classificado por melhor tempo (Qualified) |   |                                      |
| Melhor marca do ano   | Melhor marca do ano (World leading)          | Recorde asiático      | Recorde asiático (Asian)              | DNS                        | Não largou (Did not start)                |   |                                      |
| Recorde nacional      | Recorde nacional (National record)           | Recorde europeu       | Recorde europeu (European)            | DNF                        | Não terminou (Did not finish)             |   |                                      |
| Recorde pessoal       | Recorde pessoal do atleta (Personal best)    | Recorde da Oceania    | Recorde da Oceania (Oceania)          | DSQ / DQ                   | Desclassificado (Disqualified)            |   |                                      |
| Recorde da temporada  | Recorde da temporada do atleta (Season best) | Recorde sul-americano | Recorde sul-americano (South America) | NM                         | Sem marca (No mark)                       |   |                                      |